# Liste der Baudenkmäler in Lünen
Die Liste der Baudenkmäler in Lünen enthält die denkmalgeschützten Bauwerke auf dem Gebiet der Stadt Lünen im Kreis Unna in Nordrhein-Westfalen (Stand: Dezember 2020). Diese Baudenkmäler sind in der Denkmalliste der Stadt Lünen eingetragen; Grundlage für die Aufnahme ist das Denkmalschutzgesetz Nordrhein-Westfalen (DSchG NRW).

| Bild                                                        | Bezeichnung                                                    | Lage | Beschreibung | Bauzeit                                                | Eingetragen seit   | Denkmal- nummer |
| ----------------------------------------------------------- | -------------------------------------------------------------- | --- | --- | ------------------------------------------------------ | ------------------ | --------------- |
| weitere Bilder                                              | Amtsgericht                                                    | Mitte Spormeckerplatz 3–5 Karte                                                                            | |                                                        | 20. September 1985 | 1               |
| (ehemalige) Sparkasse Lünen                                 | (ehemalige) Sparkasse Lünen                                    | Nord Borker Straße 2 Karte                                                                                 | | 1909                                                   | 12. November 1985  | 2               |
| Geschäftshaus, ehemaliges Postamt                           | Geschäftshaus, ehemaliges Postamt                              | Nord Cappenberger Straße 14 Karte                                                                          | Architektur (in der Formensprache) dem Mauritshuis in Den Haag nachempfunden |                                                        | 12. November 1985  | 3               |
| weitere Bilder                                              | Geschwister-Scholl-Gesamtschule Lünen                          | Mitte Holtgrevenstraße 6 Karte                                                                             | Architekt: Hans Scharoun |                                                        | 12. November 1985  | 4               |
| weitere Bilder                                              | Freiherr-vom-Stein-Gymnasium                                   | Mitte Friedenstraße 12 Karte                                                                               | |                                                        | 12. November 1985  | 5               |
| ehemalige Eichendorffschule                                 | ehemalige Eichendorffschule                                    | Horstmar Querstraße 12 Karte                                                                               | |                                                        | 12. November 1985  | 6               |
| Elisabeth-, Wittekind-, Diesterwegschule                    | Elisabeth-, Wittekind-, Diesterwegschule                       | Brambauer Diesterwegstraße 20 Karte                                                                        | |                                                        | 12. November 1985  | 7               |
| weitere Bilder                                              | Schloss Schwansbell                                            | Osterfeld (früher Horstmar) Schwansbeller Weg 32/34 Karte                                                  | |                                                        | 12. November 1985  | 8               |
| Ehemaliges Haus Oberfelde mit Spieker (Speicher)            | Ehemaliges Haus Oberfelde mit Spieker (Speicher)               | Niederaden An der Gräfte Karte                                                                             | |                                                        | 10. Oktober 1986   | 9               |
| Schlossmühle                                                | Schlossmühle                                                   | Lippholthausen Mühlenweg 1 Karte                                                                           | Die Schloßmühle Lippholthausen ist eine Getreidemühle. Bei der Wassermühle des früheren Adelshauses Buddenburg handelt es sich um ein spätbarockes Fachwerkgebäude, | 1760                                                   | 12. November 1985  | 10              |
| Ehrenmal (vor der ehemaligen Sparkasse)                     | Ehrenmal (vor der ehemaligen Sparkasse)                        | Nord vor Borker Straße 2 Karte                                                                             | |                                                        | 12. November 1985  | 11              |
| Bildstock                                                   | Bildstock                                                      | Nordlünen vor Laakstraße 82 Karte                                                                          | |                                                        | 12. November 1985  | 12              |
| Bildstock                                                   | Bildstock                                                      | Nordlünen vor Im Ort 17 Karte                                                                              | |                                                        | 12. November 1985  | 13              |
| Ehrenmal                                                    | Ehrenmal                                                       | Nordlünen Bergkampstraße Karte                                                                             | |                                                        | 12. November 1985  | 14              |
| BW                                                          | Grenzstein                                                     | Brambauer Karte                                                                                            | |                                                        | 12. November 1985  | 15              |
| Hotel und Geschäftshaus (ehemaliges Hotel Rensmann)         | Hotel und Geschäftshaus (ehemaliges Hotel Rensmann)            | Nord Münsterstraße 49/51 Karte                                                                             | |                                                        | 12. November 1985  | 16              |
| Wohn- und Geschäftshaus                                     | Wohn- und Geschäftshaus                                        | Nord Borker Straße 1 Karte                                                                                 | |                                                        | 19. März 1986      | 17              |
| Wohn- und Geschäftshaus                                     | Wohn- und Geschäftshaus                                        | Nord Münsterstraße 23 Karte                                                                                | | 1899                                                   | 19. März 1986      | 18              |
| Geschäftshaus, ehemaliges Hotel (Sempell-Haus)              | Geschäftshaus, ehemaliges Hotel (Sempell-Haus)                 | Nord Münsterstraße 35 Karte                                                                                | |                                                        | 19. März 1986      | 19              |
| Kaufhausfassade (ehemaliges Kaufhaus Ernsting)              | Kaufhausfassade (ehemaliges Kaufhaus Ernsting)                 | Mitte Lange Straße 3–5 Karte                                                                               | |                                                        | 19. März 1986      | 20              |
| Wohn- und Geschäftshaus                                     | Wohn- und Geschäftshaus                                        | Mitte Lange Straße 20 Karte                                                                                | Fachwerkhaus, die Giebelfront 1900 massiv erneuert. | 17. Jahrhundert                                        | 19. März 1986      | 21              |
| Wohn- und Geschäftshaus                                     | Wohn- und Geschäftshaus                                        | Mitte Lange Straße 65 Karte                                                                                | |                                                        | 19. März 1986      | 22              |
| Wohn- und Geschäftshaus, Fassade                            | Wohn- und Geschäftshaus, Fassade                               | Mitte Lange Straße 67 Karte                                                                                | |                                                        | 19. März 1986      | 23              |
| Wohn- und Geschäftshaus                                     | Wohn- und Geschäftshaus                                        | Süd Jägerstraße 74 Karte                                                                                   | |                                                        | 19. März 1986      | 24              |
| Wohn- und Geschäftshaus                                     | Wohn- und Geschäftshaus                                        | Brambauer Waltroper Straße 58 Karte                                                                        | |                                                        | 19. März 1986      | 25              |
| Wohn- und Geschäftshaus                                     | Wohn- und Geschäftshaus                                        | Brambauer Waltroper Straße 60 Karte                                                                        | |                                                        | 19. März 1986      | 26              |
| Wohnetagenhaus                                              | Wohnetagenhaus                                                 | Nord Altstadtstraße 5 Karte                                                                                | |                                                        | 19. März 1986      | 27              |
| Villa                                                       | Villa                                                          | Mitte Bäckerstraße 26 Karte                                                                                | |                                                        | 19. März 1986      | 28              |
| Wohnhaus                                                    | Wohnhaus                                                       | Nord Borker Straße 3 Karte                                                                                 | |                                                        | 19. März 1986      | 29              |
| Wohnhaus                                                    | Wohnhaus                                                       | Nord Borker Straße 7 Karte                                                                                 | |                                                        | 19. März 1986      | 30              |
| Wohnhaus                                                    | Wohnhaus                                                       | Nord Borker Straße 9 Karte                                                                                 | |                                                        | 19. März 1986      | 31              |
| Wohnanlage                                                  | Wohnanlage                                                     | Nord Cappenberger Straße 35a–e Karte                                                                       | |                                                        | 19. März 1986      | 32              |
| Villa (ehem. Museum)                                        | Villa (ehem. Museum)                                           | Nord Cappenberger Straße 62 Karte                                                                          | |                                                        | 19. März 1986      | 33              |
| Villa Potthoff                                              | Villa Potthoff                                                 | Mitte Dortmunder Straße 26 Karte                                                                           | |                                                        | 19. März 1986      | 34              |
| Villa Fluhme                                                | Villa Fluhme                                                   | Nord Erzbergerstraße 2 Karte                                                                               | | 1893                                                   | 19. März 1986      | 35              |
| Villa                                                       | Villa                                                          | Nord Erzbergerstraße 8 Karte                                                                               | |                                                        | 19. März 1986      | 36              |
| Villa                                                       | Villa                                                          | Mitte Parkstraße 11 Karte                                                                                  | |                                                        | 19. März 1986      | 37              |
| Wohn- und Geschäftshaus                                     | Wohn- und Geschäftshaus                                        | Mitte Lange Straße 59 Karte                                                                                | |                                                        | 19. März 1986      | 38              |
| Wohnhaus                                                    | Wohnhaus                                                       | Mitte Rathenaustraße 6 Karte                                                                               | |                                                        | 19. März 1986      | 39              |
| Villa                                                       | Villa                                                          | Osterfeld (früher Gahmen) Bergstraße 49 Karte                                                              | |                                                        | 19. März 1986      | 40              |
| Wohnetagenhaus                                              | Wohnetagenhaus                                                 | Brambauer Gustav-Sybrecht-Straße 31 Karte                                                                  | |                                                        | 19. März 1986      | 41              |
| Fachwerkhaus                                                | Fachwerkhaus                                                   | Mitte Goldstraße 1 Karte                                                                                   | |                                                        | 2. Juni 1986       | 42              |
| Fachwerkhaus                                                | Fachwerkhaus                                                   | Mitte Goldstraße 3 Karte                                                                                   | |                                                        | 2. Juni 1986       | 43              |
| Fachwerkhaus                                                | Fachwerkhaus                                                   | Mitte Kurze Straße 2 Karte                                                                                 | |                                                        | 2. Juni 1986       | 44              |
| Fachwerkhaus                                                | Fachwerkhaus                                                   | Mitte Lange Straße 61 Karte                                                                                | Verputztes Fachwerkgiebelhaus mit Krüppelwalmdach. | frühes 19. Jh.                                         | 2. Juni 1986       | 46              |
| Fachwerkhaus                                                | Fachwerkhaus                                                   | Mitte Lange Straße 69 Karte                                                                                | |                                                        | 2. Juni 1986       | 47              |
| Fachwerkhaus                                                | Fachwerkhaus                                                   | Mitte Lange Straße 71 Karte                                                                                | |                                                        | 2. Juni 1986       | 48              |
| Fachwerkhaus                                                | Fachwerkhaus                                                   | Mitte Lange Straße 73 Karte                                                                                | Zweigeschossiges schmales Fachwerkgiebelhaus mit Krüppelwalmdach. | Mitte 17. Jahrhundert                                  | 2. Juni 1986       | 49              |
| Fachwerkhaus                                                | Fachwerkhaus                                                   | Mitte Mauerstraße 53 Karte                                                                                 | Schmales zweigeschossiges Fachwerktraufenhaus. | um 1800                                                | 2. Juni 1986       | 50              |
| Fachwerkhaus                                                | Fachwerkhaus                                                   | Mitte Mauerstraße 57 Karte                                                                                 | |                                                        | 2. Juni 1986       | 51              |
| Fachwerkhaus                                                | Fachwerkhaus                                                   | Mitte Mauerstraße 67 Karte                                                                                 | |                                                        | 2. Juni 1986       | 52              |
| Fachwerkhaus                                                | Fachwerkhaus                                                   | Mitte Mauerstraße 69 Karte                                                                                 | |                                                        | 2. Juni 1986       | 53              |
| Fachwerkhaus                                                | Fachwerkhaus                                                   | Mitte Mauerstraße 71 Karte                                                                                 | |                                                        | 2. Juni 1986       | 54              |
| Fachwerkhaus                                                | Fachwerkhaus                                                   | Mitte Mauerstraße 77 Karte                                                                                 | |                                                        | 2. Juni 1986       | 55              |
| Fachwerkhaus                                                | Fachwerkhaus                                                   | Mitte Mauerstraße 93 Karte                                                                                 | Schmales zweigeschossiges Fachwerk-Gadem, dessen Dachbalken an der Vorderseite von Taustabknaggen gestützt werden. Ursprünglich wurde das Gebäude direkt an der Stadtmauer errichtet, die als Rückwand diente. Nach Abbruch der Mauer (um 1800), musste diese in Fachwerk ersetzt werden. Das Fachwerkhaus wurde restauriert. | 1651                                                   | 2. Juni 1986       | 56              |
| Fachwerkhaus                                                | Fachwerkhaus                                                   | Mitte Ringstraße 2 Karte                                                                                   | |                                                        | 2. Juni 1986       | 57              |
| Fachwerkhaus                                                | Fachwerkhaus                                                   | Mitte Ringstraße 4/6 Karte                                                                                 | Fachwerk-Traufenhaus. | Mitte 17. Jh.                                          | 2. Juni 1986       | 58              |
| Fachwerkhaus                                                | Fachwerkhaus                                                   | Mitte Roggenmarkt 3 Karte                                                                                  | Fachwerkdielenhaus mit Krüppelwalmdach, das älteste erhaltene Haus der Innenstadt, Roggenmarkt 3. | 1600                                                   | 2. Juni 1986       | 59              |
| Fachwerkhaus                                                | Fachwerkhaus                                                   | Mitte Roggenmarkt 6 Karte                                                                                  | | 1. Hälfte des 19. Jahrhunderts                         | 2. Juni 1986       | 60              |
| Fachwerkhaus, verputzt                                      | Fachwerkhaus, verputzt                                         | Mitte Roggenmarkt 19 Karte                                                                                 | Großes Fachwerkhaus, bestehend aus drei Bauteilen. | Hinterhaus Mitte 18. Jahrhundert, Vorderhaus 1769/1776 | 2. Juni 1986       | 61              |
| Fachwerkhauskomplex                                         | Fachwerkhauskomplex                                            | Mitte Lange Straße 57 Roggenmarkt 22 Karte                                                                 | |                                                        | 2. Juni 1986       | 62              |
| Fachwerkhaus                                                | Fachwerkhaus                                                   | Mitte Silberstraße 1 Karte                                                                                 | |                                                        | 2. Juni 1986       | 63              |
| Fachwerkhaus                                                | Fachwerkhaus                                                   | Mitte Silberstraße 3, verbunden mit Mauerstr. 48 a Karte                                                   | Fachwerk-Dielenhaus (Ensemble) | 1664                                                   | 2. Juni 1986       | 64              |
| Fachwerkhaus                                                | Fachwerkhaus                                                   | Mitte Silberstraße 5 Karte                                                                                 | |                                                        | 2. Juni 1986       | 65              |
| Fachwerkhaus, verputzt                                      | Fachwerkhaus, verputzt                                         | Mitte Silberstraße 9 Karte                                                                                 | |                                                        | 2. Juni 1986       | 66              |
| Fachwerkhaus                                                | Fachwerkhaus                                                   | Mitte Silberstraße 11 Karte                                                                                | |                                                        | 2. Juni 1986       | 67              |
| Wohnhaus                                                    | Wohnhaus                                                       | Mitte Silberstraße 13 Karte                                                                                | Zweigeschossiges verputztes Fachwerk-Traufenhaus mit Krüppelwalmdach. | frühes 19. Jh.                                         | 2. Juni 1986       | 68              |
| Fachwerkhaus                                                | Fachwerkhaus                                                   | Mitte Silberstraße 13a Karte                                                                               | |                                                        | 2. Juni 1986       | 69              |
| Fachwerkhaus                                                | Fachwerkhaus                                                   | Mitte Silberstraße 24 Karte                                                                                | Schmales Fachwerkgiebelhaus, an der Frontseite verputzt. | 18. Jahrhundert                                        | 2. Juni 1986       | 71              |
| weitere Bilder                                              | Steigerturm (Feuerwehrturm)                                    | Niederaden Im Dorf 20 Karte                                                                                | |                                                        | 2. Juni 1986       | 72              |
| weitere Bilder                                              | Torhaus mit Anbauten Siedlung „Am Kanal“                       | Osterfeld Bebelstraße 78a, b, c, 80a, b, c Karte                                                           | |                                                        | 2. Juni 1986       | 73              |
| ehemalige Ziegelei Siegeroth                                | ehemalige Ziegelei Siegeroth                                   | Wethmar Münsterstraße 225 Karte                                                                            | |                                                        | 2. Juni 1986       | 74              |
| Kiliansmühle                                                | Kiliansmühle                                                   | Wethmar Münsterstraße 290 Karte                                                                            | |                                                        | 2. Juni 1986       | 75              |
| weitere Bilder                                              | Kolonie Ziethenstrasse                                         | Süd Ziethenstraße Karte                                                                                    | |                                                        | 2. Juni 1986       | 76              |
| Wohnhaus                                                    | Wohnhaus                                                       | Nord Borker Straße 5 Karte                                                                                 | |                                                        | 28. März 1988      | 78              |
| weitere Bilder                                              | Evangelische Stadtkirche Lünen, St. Georg                      | Mitte Lange Straße/St. Georgs-Kirchplatz Karte                                                             | |                                                        | 22. September 1986 | 79              |
| weitere Bilder                                              | katholische Pfarrkirche St. Marien                             | Nord St. Marien-Kirchplatz Karte                                                                           | |                                                        | 16. Juni 1987      | 80              |
| weitere Bilder                                              | katholische Herz-Jesu-Kirche (Lünen)                           | Mitte Holtgrevenstraße/Lange Straße Karte                                                                  | |                                                        | 22. September 1986 | 81              |
| Tobiasfriedhof/Tobiaspark                                   | Tobiasfriedhof/Tobiaspark                                      | Nord Münsterstraße Karte                                                                                   | |                                                        | 22. September 1986 | 82              |
| weitere Bilder                                              | ehemaliger jüdischer Friedhof                                  | Lünen Nord Münsterstraße Karte                                                                             | |                                                        | 22. September 1986 | 83              |
| Friedhofskapelle                                            | Friedhofskapelle                                               | Lünen Nord Kirchhofstraße Karte                                                                            | |                                                        | 22. September 1986 | 84              |
| weitere Bilder                                              | Herz-Jesu-Kirche, Beckinghausen                                | Beckinghausen Kamener Straße 224 Karte                                                                     | |                                                        | 22. September 1986 | 85              |
| evangelische Kirche (Christuskirche) und Pfarrhaus Horstmar | evangelische Kirche (Christuskirche) und Pfarrhaus Horstmar    | Horstmar Preußenstraße 168 Karte                                                                           | |                                                        | 22. September 1986 | 86              |
| evangelische Pfarrkirche Preussen                           | evangelische Pfarrkirche Preussen                              | Süd Jägerstraße Karte                                                                                      | |                                                        | 22. September 1986 | 87              |
| weitere Bilder                                              | Herz-Jesu-Kirche, Brambauer                                    | Brambauer Waltroper Straße Karte                                                                           | |                                                        | 22. September 1986 | 88              |
| evangelische Martin-Luther-Kirche                           | evangelische Martin-Luther-Kirche                              | Brambauer Brechtener Straße 45 Karte                                                                       | | 1907/1909                                              | 22. September 1986 | 89              |
| Friedhofskapelle/Trauerhalle                                | Friedhofskapelle/Trauerhalle                                   | Brambauer Zum Gottesacker Karte                                                                            | |                                                        | 22. September 1986 | 90              |
| Grabanlage                                                  | Grabanlage                                                     | Brambauer alter Friedhof, Friedhofstraße Karte                                                             | Errichtet wurde es für die auf der Zeche Minister Achenbach bei einer Schlagwetterexplosion verunglückten Bergleute von 1912 und 1914. |                                                        | 10. Oktober 1986   | 91              |
| BW                                                          | Schafstall                                                     | Alstedde Alstedder Straße 271 Karte                                                                        | |                                                        | 22. September 1986 | 92              |
| Liebfrauenhof, ehemaliger Bauernhof                         | Liebfrauenhof, ehemaliger Bauernhof                            | Alstedde Kapellenweg 17 Karte                                                                              | |                                                        |                    | 93              |
| Heuerlingshaus                                              | Heuerlingshaus                                                 | Alstedde Ramkamp 23 Karte                                                                                  | |                                                        | 22. September 1986 | 94              |
| weitere Bilder                                              | Fachwerk-/Kötterhaus (ehemals bewohnt von Rudolph Nagell)      | Nordlünen Laakstraße 45 Karte                                                                              | | um 1690                                                | 22. September 1986 | 95              |
| BW                                                          | Bauernhaus                                                     | Wethmar Im Brok 9 Karte                                                                                    | |                                                        | 22. September 1986 | 96              |
| Hofanlage Schulze-Wethmar                                   | Hofanlage Schulze-Wethmar                                      | Wethmar Waldweg 3 Karte                                                                                    | |                                                        | 22. September 1986 | 97              |
| Wohnhaus in einer Hofanlage                                 | Wohnhaus in einer Hofanlage                                    | Osterfeld (früher Gahmen) Gahmener Kamp 74 Karte                                                           | |                                                        | 24. März 1988      | 98              |
| Bauernhof                                                   | Bauernhof                                                      | Brambauer Tockhausen 6 Karte                                                                               | |                                                        | 22. September 1986 | 100             |
| Bauernhaus                                                  | Bauernhaus                                                     | Lippholthausen Im Loh 6 Karte                                                                              | |                                                        | 2. Juni 1986       | 101             |
| Bauernhaus                                                  | Bauernhaus                                                     | Lippholthausen Im Loh 7 Karte                                                                              | |                                                        | 2. Juni 1986       | 102             |
| Villa Bonin                                                 | Villa Bonin                                                    | Lippholthausen Brunnenstraße 95 Karte                                                                      | |                                                        | 24. März 1988      | 103             |
| BW                                                          | Wegekreuz „Im Ort“                                             | Nordlünen Im Ort Karte                                                                                     | Holzkreuz, befindet sich momentan (2021) nicht mehr am ursprünglichen Ort, Verbleib unbekannt. |                                                        | 22. August 1990    | 104             |
| weitere Bilder                                              | Kantinengebäude, Betriebsgebäude, ehem. Gewerkschaft Westfalia | Wethmar Industriestraße 1 Karte                                                                            | |                                                        | 22. August 1990    | 105             |
| ehemalige Lippeschleuse                                     | ehemalige Lippeschleuse                                        | Alstedde Karte                                                                                             | |                                                        | 22. August 1990    | 106             |
| Heinz-Hilpert-Theater                                       | Heinz-Hilpert-Theater                                          | Mitte Kurt-Schumacher-Straße 39 Karte                                                                      | Erbaut nach Plänen von Gerhard Graubner | 1956 bis 1958                                          | 5. November 1991   | 108             |
| weitere Bilder                                              | Rathaus der Stadt Lünen                                        | Mitte Willy-Brandt-Platz 1 Karte                                                                           | |                                                        | 5. November 1991   | 109 Wikidata    |
| Victoriakolonie, Wohn-Etagenhäuser                          | Victoriakolonie, Wohn-Etagenhäuser                             | Lünen Nord Münsterstraße 94–102 Karte                                                                      | |                                                        | 9. April 1992      | 110             |
| Victoriakolonie, Knappenweg/Barbarastraße                   | Victoriakolonie, Knappenweg/Barbarastraße                      | Lünen Nord Knappenweg 1, 3 Barbarastraße 10–24 (gerade) Karte                                              | |                                                        | 9. April 1992      | 111             |
| Victoriakolonie, Barbarastraße                              | Victoriakolonie, Barbarastraße                                 | Lünen Nord Barbarastraße 26–38 (gerade) Karte                                                              | |                                                        | 9. April 1992      | 112             |
| Victoriakolonie, Lindenstraße/Platzwände                    | Victoriakolonie, Lindenstraße/Platzwände                       | Lünen Nord Lindenstraße 14–28 Karte                                                                        | |                                                        | 23. Juli 1992      | 113             |
| Wevelsbacher Weg, Bergarbeiterhäuser                        | Wevelsbacher Weg, Bergarbeiterhäuser                           | Nordlünen Wevelsbacher Weg 1–12, 13–83 (ungerade) Karte                                                    | |                                                        | 5. Dezember 1994   | 114             |
| Wevelsbacher Weg, obere Grenzstraße, Bergarbeiterhäuser     | Wevelsbacher Weg, obere Grenzstraße, Bergarbeiterhäuser        | Nordlünen Grenzstraße 89–111 (ungerade), 112–154 Wevelsbacher Weg 85–107 (ungerade), 98–112 (gerade) Karte | |                                                        | 5. Dezember 1994   | 115             |
| zentraler Kolonieplatz                                      | zentraler Kolonieplatz                                         | Nordlünen Wevelsbacher Weg 22–80 (gerade) Karte                                                            | |                                                        | 5. Dezember 1994   | 116             |
| Ehemalige Schule mit Nebengebäude und Schulgarten           | Ehemalige Schule mit Nebengebäude und Schulgarten              | Alstedde Alter Kirchweg 45 Karte                                                                           | |                                                        | 1. Dezember 2016   | 117             |
| Villa Urbahn (jetzt: Villa am Park)                         | Villa Urbahn (jetzt: Villa am Park)                            | Mitte Graf-Adolf-Str. 36 Karte                                                                             | erbaut vom Architekten Anton Huber, ab 2025 beherbergt sie das Museum der Stadt Lünen | 1925                                                   | 12. September 2017 | 118             |
| Ehem. Direktorenhaus Schulleiterhaus                        | Ehem. Direktorenhaus Schulleiterhaus                           | Mitte Friedenstr.10 Karte                                                                                  | Schulleiterhaus, am Freiherr-vom-Stein-Gymnasium |                                                        | 3. April 2020      | 119             |
| Katholische Kirche St. Norbert                              | Katholische Kirche St. Norbert                                 | Nordlünen Ahornstraße 13 Karte                                                                             | |                                                        | 4. September 2020  | 120             |
| BW                                                          | WOHNHAUS                                                       | Mitte Dortmunder Straße 2 Karte                                                                            | |                                                        | 05. März 2021      | 121             |